# Anduin
I J.R.R. Tolkiens fantasy-romaner om Hobbitten og Ringenes Herre er Anduin eller blot Den Store Flod en stor flod, som løber gennem Midgård, og som flere steder i Tolkiens værker spiller en vigtig rolle. Navnet er Sindarin og betyder blot Lang flod. Den udspringer i Gråbjergene og løber ned mellem Dunkelskov og Tågebjernene. Den fortsætter ned gennem Rohan og løber imellem Gondor og Mordor, før den i adskillige bifloder løber ud i havet, nærmere bestemt Belfalas-bugten. Amerikaneren Karen Wynn Fonstad har tegnet et kort over Midgård, på hvilket hun angiver flodens længde til at være 1.388 miles ((2.233 km).
Anduin optræder mange gange i Ringenes Herre. Første gang da Ringens broderskab når ud af Lothloriens skove. Da sejler de i både ned ad floden. Da de når til søen Nen Hithoel går de i land, hvor Boromir bliver dræbt af Uruk-haier. Desuden møder man floden, da Faramir og hans soldater forsøger at holde Uruk-Haierne ude i deres forsøg på at indtage byen Osgiliath, hvor der er broer over Anduin.

## Geografi

### Nordlige del: Fra Gråbjergene til Lorien
Det meste af denne strækning går i en bred dal mellem Tågebjergene i vest og Dunkelskov i øst. Dette stykke bliver bl.a. krydset af Bilbos rejseselskab i Hobbitten efter at de har besøgt Beorn. Den nordlige del af denne dal var hjemsted for Rohirrims forfædre under navnet Eotheod i 3. alder 1856-2510. Hobbitternes forfædre beboede den sydlige del af dalen i begyndelsen af den 3. alder inden de vandrede vestpå til Herredet. Da Isildur havde besejret Sauron i slutningen af 2. alder blev han på vej hjem overfaldet ved bifloden Gladden der løber ud i Anduin i dette område, og ringen blev tabt i Anduin. På den tid levede her stadig grupper af Storerne, en gren af hobbitterne. En af disse var Smeagol der her fandt ringen og langsomt blev forvandlet til Gollum.

### Mellemsted del: Fra Lorien til Rauros
Fra Lorien løber floden gennem et mere åbent, let kuperet område, der kaldes Wold. Vest for floden ligger Rohan, øst for floden, "det brune land", en sydlig krigshærget og øde del af Rhovanion. De 2-3 sidste kapitler af 2. bog i Ringenes Herre (2. bog er sidste halvdel af 1. bind: Eventyret om Ringen) forgår på og omkring denne del af Anduin.
Ringens broderskab sejler fra Lorien, forbi bifloden Limklar, til katarakterne ved Sarn Gebir hvor de bliver angrebet af orker. De må derefter bære bådene forbi Sarn Gebir ad en sti på flodens vestside
Herefter sejler de videre til de når søen Nen Hithoel, der udmunder i vandfaldet Rauros
- Ved Nen Hithoel indløb passerer de kongestøtterne ved Argonath, statuerne af Isildur og Anarion opført i 3. alder 1340 af Gondors konge Romendacil 2. for at markere Gondors nordgrænse
- I den sydlige del af Nen Hithoel ligger øen Tol Brandir
- Vest for Nen Hithoel ligger Amon Hen, "synets højsæde". Her slår broderskabet lejr, og det er her Frodo senere vandrer til toppen for at tænke, hvorefter han forstyrres og angribes af Boromir. Mens Frodo har ringen på og sidder i selve højsædet, kan han se vidt omkring.
- Øst for Hithoel ligger Amon Lhaw, "hørelsens højsæde".
- Hele området omkring Nen Hithoel kaldes Emyn Muil. Frodo og Sam rejser videre gennem den østlige del af Emyn Muil hvor de bl.a. mødet Gollum. Aragorn, Legolas og Gimli passerer gennem den vestlige del af Emyn Muil i deres jagt på orkerne der har fanget Merry og Pippin.

### Sydligste del: Fra Rauros til Belfalas-bugten
Syd for Rauros løber Entefloden ud i Anduin i et mægtigt delta, på østsiden ligger marsklandet Nindalf. Derefter passeres igennem et frodigt og befolket område, Anorien, på vestsiden og Nord-Ithilin på østsiden - midt i floden ligger øen Cair Andros. Floden passerer derefter Osgiliath, der engang var Gondors hovedstad, men som i Ringenes Herre henligger som ruinby. Flere vigtige scener i Peter Jacksons film Ringenes Herre forgår i Osgiliath, mens byen i bogen har mindre betydning. Osgiliath er dog central i byen, og floden Anduin udgør en grænse mellem det område der kontrolleres af Gondor og det område, der kontrolleres af Mordor. Floden flyder derefter ganske tæt på Minas Tirith ved havnebyen Harlond. Mellem Cair Andros og Harlond er floden sejlbar med mindre handelsskibe.
Herefter flyder floden igen gennem et frodigt og befolket område, Lebennin, på nordsiden og det affolkede Syd-Ithilien på sydsiden. Den store havneby Pelargir passeres på dette stykke inden den løber ud Belfalas-bugten gennem et mægtigt delta. Mellem Harlond og Belfalas er floden både bred og dyb, og sejlbar med selv de største skibe.